# Borstbeeld van Eddy Jharap
Het borstbeeld van Eddy Jharap is een monument in Paramaribo, Suriname, ter herinnering aan Eddy Jharap. Jharap was de oprichter van Staatsolie en jarenlang de directeur. Het beeld staat bovenop een hoge granieten sokkel en werd onthuld op 13 december 2005 tijdens het 25-jarige jubileum van Staatsolie Maatschappij Suriname. Het staat voor het hoofdkantoor aan de Dr. Ir. H.S. Adhinstraat 21.
Onder de aanwezigen bevonden zich minister Gregory Rusland van Natuurlijke Hulpbronnen, werknemers, en gasten uit binnen- en buitenland. Op dezelfde dag werd ook het monument Vertrouwen in Eigen Kunnen onthuld. De onthulling van het borstbeeld vond buiten plaats, maar het was toen al de bedoeling dat het een bestemming binnen zou krijgen, naast de receptie. Beide kunstwerken werden gemaakt door Erwin de Vries.
In het jubileumjaar werd ook het Staatsolie jubileumboek 1980-2005 uitgeven dat werd geschreven door verschillende schrijvers onder wie Cynthia Mc Leod.

## Eddy Jharap
Eddy Jharap was zelf aanwezig bij de onthulling van het monument. De jubileumsdag betekende zijn afscheid van het bedrijf. Uit ontroering moest hij zijn afscheidsspeech een paar keer onderbreken. Aan kranten  vertelde hij dat hij niet meer dan zijn plicht had gedaan. Hij maakte de start met Staatsolie op 13 december 1980, in een klein kantoor met vier werknemers. Bij zijn afscheid waren er inmiddels tweeduizend werkzaam.
Het was al sinds de vondst van het Calcutta-olieveld in Saramacca in 1965 bekend dat er olie in de Surinaamse bodem zat. Maar het ging om dikke olie die als niet-winstgevend werd beschouwd. Begin jaren 1980 werd onder leiding van Jharap toch met het oppompen begonnen om kennis op te bouwen. Het aantal vaten groeide tot 7000 in 19993 en twee jaar later liet hij de aanvankelijk kleine Tout Lui Faut-raffinaderij bouwen om de kennis verder uit te breiden.